# Калачиговское сельское поселение
Калачи́говское се́льское поселе́ние — муниципальное образование в составе Верхошижемского района Кировской области России.
Центр — деревня Калачиги.

## История
Калачиговское сельское поселение образовано 1 января 2006 года согласно Закону Кировской области от 07.12.2004 № 284-ЗО.

## Население
| 2010 | 2012 | 2013 | 2014 | 2015 | 2016 | 2017 |
| ---- | ---- | ---- | ---- | ---- | ---- | ---- |
| 711  | ↘682 | ↘671 | ↘646 | ↘630 | ↘599 | ↘590 |
| 2018 | 2019 | 2020 | 2021 |      |      |      |
| ↘568 | ↘555 | ↗564 | ↘321 |      |      |      |

## Состав
В состав поселения входят 6 населённых пунктов (население, 2010):
- деревня Калачиги — 707 чел.;
- деревня Большие Блины — 0 чел.;
- деревня Ирдым — 3 чел.;
- деревня Малые Блины — 0 чел.;
- деревня Починок — 1 чел.;
- деревня Сосняги — 0 чел.